# Jan Miłosz Zarzycki
Jan Miłosz Zarzycki (ur. 27 kwietnia 1966 w Gliwicach) – polski dyrygent.
Dyrektor naczelny i artystyczny Filharmonii Kameralnej im. Witolda Lutosławskiego w Łomży, profesor Uniwersytetu Muzycznego Fryderyka Chopina w Warszawie, finalista i laureat międzynarodowych konkursów muzycznych we Włoszech, w Hiszpanii i na Węgrzech.
W roku 1994 uzyskał dyplom z wyróżnieniem w klasie dyrygentury Marka Pijarowskiego we Wrocławiu. Studia dyrygenckie uzupełnił w Wiedniu i w Berlinie, gdzie poznał takich mistrzów batuty, jak: Seiji Ozawa, Kurt Masur, Claudio Abbado. Jest również absolwentem wydziału instrumentalnego Akademii Muzycznej w Katowicach (1990 r.), jako skrzypek został laureatem konkursów muzycznych. Ukończył Podyplomowe Studia Menedżerskie dla Twórców, Artystów i Animatorów Kultury na Wydziale Zarządzania Uniwersytetu Warszawskiego.
W roku 1988 objął kierownictwo Studenckiej Orkiestry Kameralnej Jeunesses Musicales przy Akademii Muzycznej w Katowicach, w latach 1992–1993 współpracował z Państwową Operą we Wrocławiu. W kwietniu 1994 r. wziął udział w I Ogólnopolskim Przeglądzie Młodych Dyrygentów im. W. Lutosławskiego w Białymstoku, gdzie zajął ex aequo I miejsce, a także otrzymał trzy nagrody pozaregulaminowe, m.in. nagrodę orkiestry. W roku 1997 otrzymał III nagrodę na VII Międzynarodowym Konkursie Dyrygenckim im. A. Toscaniniego w Parmie, następnie odbył tournée koncertowe po Włoszech z Orkiestrą Symfoniczną Emilii Romanii im. A. Toscaniniego.
Współpracował z Narodową Orkiestrą Symfoniczną Polskiego Radia w Katowicach, z orkiestrą Sinfonia Varsovia oraz z Warszawską Operą Kameralną. W 1999 roku został adiunktem i członkiem Katedry Dyrygentury Akademii Muzycznej im. F. Chopina w Warszawie, od tego czasu prowadzi też Międzynarodowe Młodzieżowe Warsztaty Muzyczne w Szczecinie. W 2004 roku wygrał konkurs na stanowisko dyrektora naczelnego i artystycznego Łomżyńskiej Orkiestry Kameralnej.
Dyrygował większością polskich orkiestr filharmonicznych. Koncertował w Niemczech, Francji, Austrii, Holandii, Czechach, Rosji, Włoszech, Ukrainie, Macedonii, USA, Portugalii, Meksyku, Norwegii, Belgii, Litwie i Białorusi. Ma w swoim dorobku siedemnaście nagranych płyt, w tym pięć nominowanych do Nagrody Muzycznej „Fryderyk” i jedną do International Classical Music Awards.
W 2008 roku Minister Kultury i Dziedzictwa Narodowego uhonorował go Nagrodą Specjalną w uznaniu nieocenionych zasług dla polskiej kultury muzycznej, w roku 2011 – dyplomem za wybitne dokonania na rzecz dziedzictwa Fryderyka Chopina, a w roku 2013 – Medalem Zasłużony Kulturze Gloria Artis. Otrzymał też Nagrodę Marszałka Województwa Podlaskiego za osiągnięcia w dziedzinie twórczości artystycznej, upowszechniania i ochrony kultury oraz Nagrodę Prezydenta Łomży za szczególne dokonania w dziedzinie kultury (2016). W 2014 r. Prezydent Rzeczypospolitej Polskiej nadał mu tytuł profesora sztuk muzycznych.